# Шумилина, Ирина Михайловна
Ирина Михайловна Шумилина (2 декабря 1956, Минск) — белорусская пианистка, солистка Белорусской государственной филармонии. Заслуженная артистка Республики Беларусь (1992).

## Биография
Родилась в 1956 году в Минске, в семье композитора Михаила Михайловича Шумилина и учительницы Милютины Иасоновны. Закончила Белорусскую государственную консерваторию имени Луначарского. Обучалась у профессора Григория Ильича Шершевского, ученика пианиста Владимира Софроницкого. Окончила аспирантуру Московской государственной консерватории в классе профессора Льва Власенко.
С 1982 года солистка Белорусской государственной филармонии. С 1992 года Заслуженная артистка Республики Беларусь. Живёт и работает в Минске.

## Творчество
Шумилина исполняет произведения крупных музыкальных форм: сонат, сюит, фантазий, фортепианных циклов, концертов. Гастролирует в Республике Беларусь и за рубежом. Принимала участие во многих фестивалях, в том числе фестиваль современной музыки г. Дуйсбург (1991), XXII Cantiere Internationale d’Arte (Монтепульчано, 1997), Международный фестиваль им. Джоаккино Россини (Путбус, Германия, 1998), «Немецко-белорусская музыкальная осень» (Германия, 2000), «Международный музыкальный фестиваль им. Роберта Шумана» (Германия, 2002), фестивале им. Петра Чайковского и Надежды фон Мекк (Украина, 2005).
Работала со многими дирижёрами, в том числе Чарльзом Ансбахером (Charles Ansbacher), Йоргом Ивером (Jörg Iwer), Юозасом Домаркасом, Валерием Гергиевым, Фуатом Мансуровым, Александром Ведерниковым, Неэме Ярви, Пьер-Домиником Поннелем (Pierre-Dominique Ponnelle). Выступала с Государственным академическим симфоническим оркестром Республики Беларусь.
В своем творчестве Шумилина уделяет внимание своим любим композиторам — Рахманинов, Мусоргский, Чайковский, Прокофьев, Бетховен, Брамс, Шуман, Шуберт, Шопен, Лист. Шумилина в 80-90 сыграла важную роль в фортепианной транскрипции различных произведений.
В Белорусском центре интеллектуальной собственности Шумилина отмечена как исполнитель нескольких зарегистрированных музыкальных пьес и песен, в том числе «Сонеты для фортепиано 1 12 цикл» и « Маятник».

## Награды
- Лауреат Международной премии им. Сигизмунда Тальберга (Неаполь, Италия, 2010). (Premio speciale Principe di Strongoli)[4]
- Нагрудный знак Министерства культуры Республики Беларусь «За ўклад у развіццё культуры Беларусі» («За вклад в развитие культуры Беларуси») (2007)
- Нагрудный знак Министерства культуры Республики Беларусь «За ўклад у развіццё музычнага мастацтва» («За вклад в развитие музыкального искусства») (2007)
- Заслуженная артистка Республики Беларусь (1992)[5]
- Лауреат премии Ленинского комсомола (1984)[6]

## В творчестве
Народный поэт Белоруссии Нил Гилевич посвятил Шумилиной стих «Грае Ірына Шуміліна» (2005), опубликованный в сборнике «У ноч на Пакровы» ISBN 978-985-6852-41-4
Шумилиной посвящена глава в книге писательницы Аллы Семеновой «У святой краіне выгнання» (2011) ISBN 978-985-6976-84-4